# Eunidia flavointerruptovittata
Eunidia flavointerruptovittata là một loài bọ cánh cứng trong họ Cerambycidae.